# Куїлу
Куїлу (фр. Kouilou) — один з департаментів Республіки Конго. Розташований на південному сході країни, єдиний департамент країни, що виходить до Атлантичного океану. Адміністративний центр департаменту - місто Лоанго. До 2004 року центром департаменту був місто Пуент-Нуар, яке потім було виділено в окремий департамент.
Департамент названий за назвою річки Куїлу.

## Населення
Серед населення переважають дві етнічні групи, вілі і йомбі, що говорять на однойменних мовами.

## Адміністративний поділ
Департамент Куїлу складається з шести округів (дистриктів):
- Інду (32 995 осіб)
- Какамоека (7817 осіб)
- Мадінго-Кеє (13 290 осіб)
- Мвуті (18 094 осіб)
- Нзамбі (3137 осіб)
- Чамба-Нзасі (16 622 осіб)